# Публий Титий Перпету
Публий Титий Перпету (на латински: Publius Titius Perpetuus) е политик на Римската империя.
Произлиза от фамилията Титии. През 237 г. той е вероятно консул заедно с Луций Овиний Рустик Корнелиан. Тази година император Максимин Трак провежда походи против алеманите на реките Дунав и Рейн в Германия.